# بروس پالمر
بروس پالمر (انگلیسی: Bruce Palmer Jr.; ۱۳ آوریل ۱۹۱۳ – ۱۰ اکتبر ۲۰۰۰) ژنرال نیروی زمینی ایالات متحده آمریکا بود، که در فاصله سال‌های ۱۹۶۸ تا ۱۹۷۳ به‌عنوان دوازدهمین جانشین رئیس ستاد نیروی زمینی ایالات متحده آمریکا فعالیت می‌کرد و از ژوئیه تا اکتبر ۱۹۷۲ رئیس ستاد نیروی زمینی ایالات متحده آمریکا بود.
پالمر فعالیت نظامی را از سال ۱۹۳۶ در نیروی زمینی آمریکا آغاز کرد، از ۱۹۵۳ تا ۱۹۵۴ فرماندهی هنگ ۱۶ پیاده را برعهده داشت، از ۱۹۶۲ تا ۱۹۶۳ رئیس ستاد ارتش هشتم ایالات متحده آمریکا بود و از ۱۹۶۵ تا ۱۹۶۷ به‌عنوان فرمانده سپاه شانزدهم هوابرد فعالیت می‌کرد. وی از ۱۹۶۷ تا ۱۹۶۸ جانشین فرمانده نیروی زمینی آمریکا در ویتنام بود و از ۱۹۷۳ تا ۱۹۷۴ فرماندهی آمادگی ایالات متحده را برعهده داشت.